# Codex Alexandrinus
- Papyrus
- Onciale
- Minuscules
- Lectionnaire

Le Codex Alexandrinus (Londres, British Library, Royal MS 1. D. V-VIII; Gregory-Aland no. A ou 02, Soden δ 4) est un manuscrit chrétien du cinquième siècle d'une bible grecque, contenant la majorité de l'Ancien et du Nouveau Testament. C'est l'un des quatre grands codices onciaux. Avec le Codex Sinaticus et le Codex Vaticanus, il est l'un des manuscrits les plus anciens et les plus complets de la Bible. Brian Walton a attribué au Codex Alexandrinus la lettre latine A majuscule dans la Bible polyglotte de 1657, une désignation qui a été maintenue lorsque le système a été normalisé par Wettstein en 1751. Ainsi, l'Alexandrinus occupait la première position dans la liste des manuscrits.
Le codex tire son nom de la ville d'Alexandrie où l'on suppose qu'il fut rédigé. Propriété de la famille royale d'Angleterre, il est actuellement conservé à la British Library de Londres.

## Contenu
Écrit en onciales avec deux colonnes sur chaque page, chaque colonne contient entre 46 et 52 lignes et chaque ligne entre 20 et 25 lettres.
L'encre rouge est utilisée pour le début de chaque ligne. Tous les chapitres commencent par une lettre de grandes dimensions située dans la marge.
On dénombre 773 feuillets en vélin (630 pour l'Ancien Testament et 143 pour le Nouveau Testament). Il utilise fréquemment des Nomina sacra.
Sur la première page se trouvent ces mots écrits en arabe : « Écrit par Thècle, martyre. Il manque Matthieu 1 à 25 et Jean 6 v. 50 à 8 v. 52 ». Trois feuilles manquent également dans la deuxième épître aux Corinthiens.
Pour les évangiles, au début de chaque livre figure un sommaire numéroté qui représente un système de division datant de la fin du IVe siècle. C'est le plus ancien témoin de ce système, qui semble provenir d'Antioche. Chaque titre est ensuite repris en haut de la page correspondante.

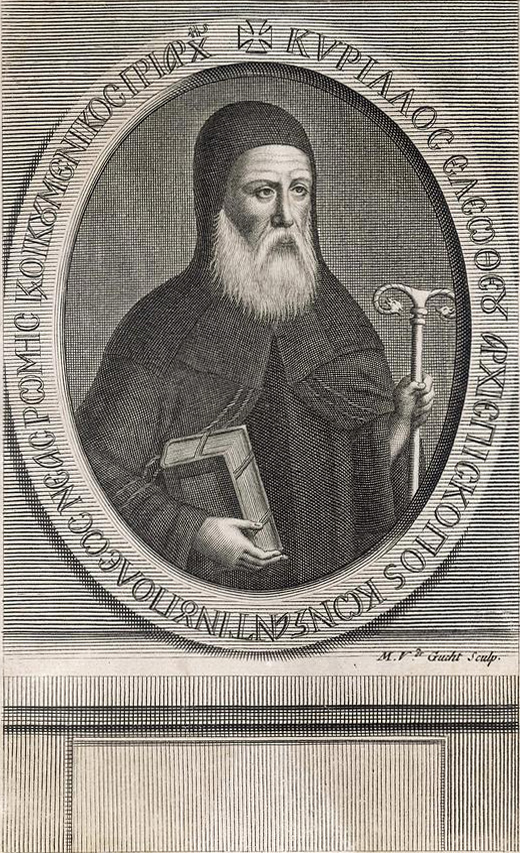
Cyrille Loukaris

## Histoire
Le manuscrit tire son nom d'Alexandrie où l'on suppose qu'il fut rédigé (on cite également la Palestine). Propriété du Patriarche d'Alexandrie depuis 1098, il a été amené à Constantinople puis donné à Charles Ier d'Angleterre en 1628 par le patriarche oriental Cyrille Louokaris. Jusqu'à l'achat ultérieur du Codex Sinaiticus, c'était le meilleur manuscrit de la Bible grecque conservé en Grande-Bretagne. Il est aujourd'hui visible dans l'une des vitrines de la galerie Sir John Ritblat de la British Library,, comme le Codex Sinaiticus. Une reproduction photographique complète du volume du Nouveau Testament (Royal MS 1 D. VIII) est accessible sur le site de la British Library. Comme le texte provient de plusieurs traditions différentes, différentes parties du codex n'ont pas la même valeur textuelle.

## Importance
Il est le premier des trois grands manuscrits onciaux à avoir été révélé au grand public. Des variantes figurent pour la première fois en dessous du texte grec dans la Bible polyglotte éditée par Brian Walton à Londres (1654-1657). Et même si la qualité de son texte n'égale pas celle des deux autres (le Codex Vaticanus et le Codex Sinaiticus), il est à l'origine de nouvelles recherches sur les textes bibliques.